# Zbiór wewnętrzny
Zbiór wewnętrzny – w logice matematycznej, w szczególności teorii modeli i analizie niestandardowej, zbiór będący elementem modelu.
Pojęcie zbioru wewnętrznego standowi narzędzie do sformułowania zasady przenoszenia, która dotyczy związków logicznych między właściwościami liczb rzeczywistych {\displaystyle \mathbb {R} } a właściwościami większego ciała liczb hiperrzeczywistych {\displaystyle {\textrm {*}}\mathbb {R} .} Ciało {\displaystyle {\text{*}}\mathbb {R} } zawiera w szczególności liczby infinitezymalne (tj. „nieskończenie małe”), dając przy tym ścisłe uzasadnienie posiłkowania się nimi. Z grubsza rzecz ujmując, ich ideą jest wyrażenie analizy rzeczywistej w odpowiednim języku logiki matematycznej, a następnie wskazaniu, że ten sam język jest wygodnym sposobem opisu liczb hiperrzeczywistych. Okazuje się, że jest to możliwe: z punktu wiedzenia teorii zbiorów twierdzenia w takim języku interpretowane są jako stosowalne tylko w zakresie zbiorów wewnętrznych, a nie wszystkich zbiorów (słowo „język” użyte jest tu w sensie potocznym, jak wyżej).
Przykładem aksjomatycznego podejścia do analizy niestandardowej jest teoria zbiorów wewnętrznych Edwarda Nelsona (zob. również teoria Palmgrena w konstruktywnej analizie niestandardowej). Konwencjonalne ujęcia nieskończoności w analizie niestandardowej również wykorzystują pojęcie zbioru wewnętrznego.

## Zbiory wewnętrzne w konstrukcji ultrapotęgowej
Zgodnie z konstrukcją ultrapotęgową liczb hiperrzeczywistych jako klas równoważności ciągów {\displaystyle \langle u_{n}\rangle ,} zbiór wewnętrzny {\displaystyle [A_{n}]} w {\displaystyle {\text{*}}\mathbb {R} } jest zdefiniowany za pomocą ciągu zbiorów rzeczywistych {\displaystyle \langle A_{n}\rangle ,} gdzie o liczbie hiperrzeczywistej {\displaystyle [u_{n}]} mówi się, że należy do zbioru {\displaystyle [A_{n}]\subseteq {\text{*}}\mathbb {R} } wtedy i tylko wtedy, gdy zbiór indeksów {\displaystyle n,} dla których {\displaystyle u_{n}\in A_{n},} jest elementem ultrafiltru użytego w konstrukcji {\displaystyle {\text{*}}\mathbb {R} .}
Ogólniej, byt wewnętrzny jest elementem naturalnego rozszerzenia bytu rzeczywistego. Zatem dowolny element {\displaystyle {\text{*}}\mathbb {R} } jest wewnętrzny; podzbiór {\displaystyle {\text{*}}\mathbb {R} } jest wtedy i tylko wtedy, gdy jest elementem naturalnego rozszerzenia {\displaystyle {\text{*}}{\mathcal {P}}(\mathbb {R} ),} czyli zbioru potęgowego {\displaystyle {\mathcal {P}}(\mathbb {R} )} liczb rzeczywistych {\displaystyle \mathbb {R} } itd.

## Podzbiory wewnętrzne liczb rzeczywistych
Każdy podzbiór wewnętrzny {\displaystyle \mathbb {R} } jest z konieczności skończony (tj. nie ma elementów nieskończonych, ale może mieć nieskończenie wiele elementów). Innymi słowy każdy nieskończony podzbiór wewnętrzny liczb hiperrzeczywistych zawiera koniecznie elementy niestandardowe.